# Remolinos (Espagne)
Pour les articles homonymes, voir Remolinos.
Remolinos est une commune d’Espagne, dans la province de Saragosse, communauté autonome d'Aragon comarque de Ribera Alta del Ebro.